# 페어 본드

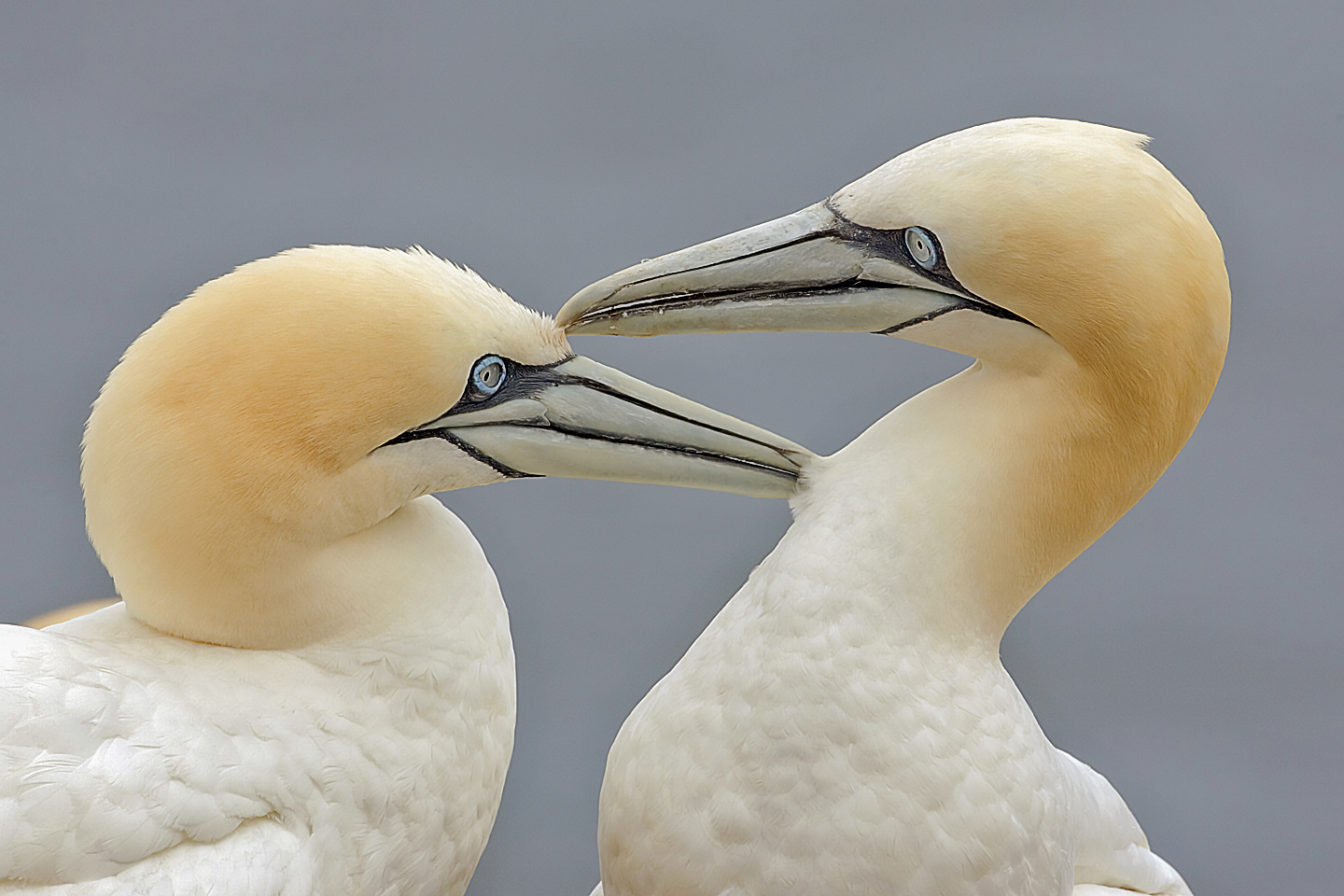
북방 가넷 한 쌍

페어 본드(영어: Pair bond)는 생물학적으로 여성과 남성 혹은 동선간에 잠재적으로 자손생산 과/또는 평생결합으로 같은 종에서 일어나는 강한 친화성을 말한다. 페어 본드를 가지는 한쌍은 같은 영역을 공유하고 양육의 의무를 함께하는 안전한 관계를 유지한다. 페어 본드라는 1940년대에 사회생물학과 진화심리학에서 나와서 주로 사용된 단어이다. 페어 본딩은 평생을 함께하는 사회적 일부일처를 뜻하기도하고, 일부일처 종의 배우자간 짝짓기의 한 단계를 의미한다. 페어 본딩이라는 단어는 때때로 인간 관계에서도 사용된다.
일부일처를 하는 짐승인, 프레리들쥐(Prairie vole)의 경우, 일부다처를 하는 들쥐에 대해서 자신의 뇌에 바소프레신 수용체가 훨씬 더 큰 밀도와 분포를 갖추고 있다. 이러한 차이는 배쪽의 전뇌부분과 도파민에 의한 보상경로(reward pathway)에 있다. 이 지역에 있는 바소프레신과 도파민의 활동이 짝짓기와 선택적 합방을 조절하게 된다. 이러한 명확한 차이는 사회적 행동과 상관 관계가 있음을 나타낸다. 프레리들쥐의 일처일부관계는 페어 본딩이라는 단어를 용이하게 쓰이게 하기 위해서 중요하다.
다양한 종의 들쥐들은 그들만의 다양한 성적행동 차이를 보이며 이러한 차이는 뇌의 보상영역에서의 바소프레신 수용체와 상관관계를 보인다. 과학자들은 수컷초원들쥐의 뇌에 바소프레신 수용체를 넣는 실험을 통해서 초들쥐의 행동을 일부일처인 프레리들쥐와 동일하게 변화시킬 수 있다.
진화 심리학자 David Barash 와 Judith Lipton이 2001년에 쓴 책 The Myth of Monogamy에 따르면, 패어 본드에는 여러종류가 있다.
- 단기 패어 본드: 임시적으로 배우자로 여김
- 장기 패어 본드: 종의 수명비율중 상당 부분을 배우자로 여김
- 평생 패어 본드: 일생동안을 배우자로 여김

## 같이 보기
- 애착 이론
- 인간의 유대
- 단혼
- R/K 선택 이론